# Lomaria pilosa
Lomaria pilosa là một loài dương xỉ trong họ Blechnaceae. Loài này được Brack. mô tả khoa học đầu tiên năm 1854.
Danh pháp khoa học của loài này chưa được làm sáng tỏ. 